# Edith Cavell
Edith Cavell (Swardeston, 1865. december 4. – Schaerbeek, 1915. október 12.) brit ápolónő, a belga ápolónőképzés megteremtője, akit az első világháborúban a  Belgiumot megszálló német csapatok kivégeztek, mert segített több száz brit, francia és belga katonának megszökni.

## Élete
A norfolki Swardestonban egy plébános, Frederick Cavell és Louisa Sophia Cavell lányaként született. Három testvére voltː John, Lilian és Florence. 1890-ben Belgiumba utazott, hogy nevelőnőként dolgozott. 1895-ben hazatért, hogy beteg apját gondozza, és az ekkor szerzett tapasztalatai inspirálták az ápolónői tanfolyam elvégzésére. 1897-ben kitüntették a tífuszjárvány betegeinek ápolásáért. 1898 és 1906 között több brit kórházban dolgozott, mások mellett Londonban és Manchesterben.
Hírnevének köszönhetően főnővér lett Belgium első ápolónőképző kórházában, a Berkendael Intézetben 1907-ben. Ebben az időben nem voltak hivatásos ápolónők az országban, így Cavell a professzionális beteggondozás egyik megalapítója lett. Belgium-szerte ismert volt, amikor a királynő eltörte a karját, azt kérte, hogy olyan ápolónő gondozza, aki Cavelltől tanulta a mesterségét. 1914-ben, az első világháború kitörésekor édesanyjánál volt látogatóban Norfolkban. Amikor megtudta, hogy a német csapatok Belgiumot fenyegetik, visszautazott Brüsszelbe.
Augusztus 20-án a belga főváros német kézbe került. A nővérképző intézmény a Nemzetközi Vöröskereszt kórháza lett, amely a konfliktus mindkét felének sebesültjeit fogadta. 1914. szeptemberben a nővért megkérték, hogy segítsen két sebesült brit katonán, akik a német vonalak mögött rekedtek a monsi csata után. A kórházba fogadta őket, majd segített átjutni nekik a semleges Hollandiába. Ezután része lett egy hálózatnak, amely antant- és belga katonákat bújtatott, majd szöktetett ki az országból. A következő 11 hónapban körülbelül kétszáz brit, francia és belga katonát bújtatott a kórházban, majd szerzett nekik kalauzt a határhoz.

## Kivégzése
1915. augusztus 5-én letartóztatták és a brüsszeli Saint-Gilles-börtönbe vitték. 1915. október 7-én 34 más ember társaságában haditörvényszék elé állították. Edith Cavell elismerte a vádpontokat, és a német bíróság halálra ítélte. Amerikai és spanyol diplomaták megpróbáltak közbenjárni érte, de október 12-én agyonlőtték. Habár kivégzése a nemzetközi jog szerint legális volt, nagy felháborodást váltott ki az Egyesült Királyságban és számos semleges országban.

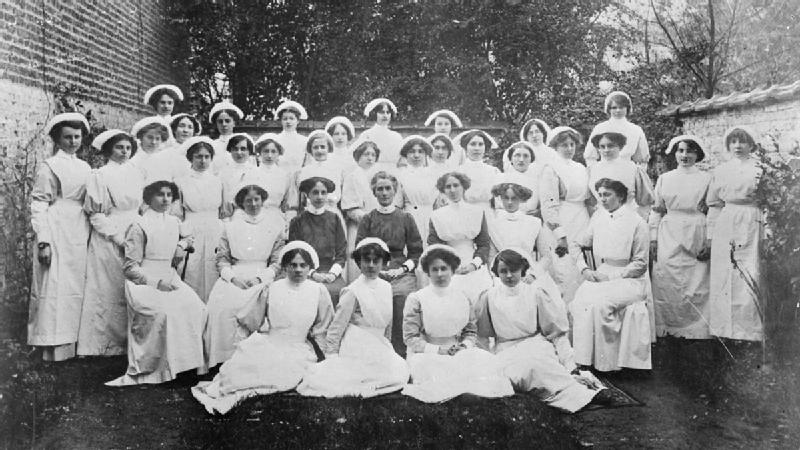
Cavell közép, diákjai körében

Edith Cavell a szövetséges ügy és a német kegyetlenség szimbólumává vált, Nagy-Britanniában bélyeget is bocsátottak ki, amelynek előterében a földön heverő nővér és egy pisztolyos német katona látható. A háború után V. György brit király és felesége is felkereste a sírját Belgiumban.
Földi maradványait később exhumálták, és Nagy-Britanniába szállították. Ő volt az első közrangú nő Nagy-Britanniában, aki állami búcsúztatást kapott a Westminsteri apátságban, majd a norwich-i katedrálisban helyezték örök nyugalomra. 1920-ban emlékművet állítottak neki Londonban.
Az angolul beszélő világban, Belgiumban és Franciaországban iskolákat, kórházakat, Kanadában hegyet neveztek el róla, számos emléktáblája van. Londoni emlékműve a Trafalgar Square közelében áll. Az anglikán egyház neki szentelte október 12-ét a börtönreformer Elizabeth Fry-jal és a misszionárius Wilfrid of Riponnal megosztva.

## A populáris kultúrában
Már a temetéséről készült egy belga film 1915-ben, majd egy év múlva Ausztráliában mutattak be egy róla szóló némafilmet. 1918-ban az Amerikai Egyesült Államokban jelent meg a The Woman the Germans Shot (szabad fordításbanː Az asszony, akit lelőttek a németek). Herbert Wilcox két filmet forgatott róla. Az 1928-as, címével a kivégzésre utaló Dawn (Hajnal) bemutatásának elhalasztását a londoni német nagykövetség és a brit külügyminisztérium is szerette volna elérni. A film csak cenzúrázva kerülhetett moziba a háború brutális bemutatása és a németellenes hangulat szítása miatt. Wilcox a második világháború előestéjén, 1939-ben ismét feldolgozta Cavell történetét Anna Neagle-vel a főszerepben. Az alkotást jelölték a legjobb eredeti forgatókönyv Oscar-díjára.